# Zhang Liang (remero)
Zhang Liang (en chino: 张亮; Jinzhou, 14 de enero de 1987) es un deportista chino que compite en remo.
Participó en dos Juegos Olímpicos de Verano, en los años 2012 y 2020, obteniendo una medalla de bronce en Tokio 2020, en la prueba de doble scull. Ganó una medalla de oro en el Campeonato Mundial de Remo de 2019, en la misma prueba.

## Palmarés internacional
| Juegos Olímpicos   | Juegos Olímpicos     | Juegos Olímpicos  | Juegos Olímpicos |
| Año                | Lugar                | Medalla           | Prueba           |
| ------------------ | -------------------- | ----------------- | ---------------- |
| 2020               | Tokio (Japón)        | Medalla de bronce | Doble scull      |
| Campeonato Mundial |                      |                   |                  |
| Año                | Lugar                | Medalla           | Prueba           |
| 2019               | Ottensheim (Austria) | Medalla de oro    | Doble scull      |